# Bad Blood (2003)
Pour les articles homonymes, voir Bad Blood.
Bad Blood 2003 est un spectacle de catch (lutte professionnelle) diffusé en paiement à la séance et organisé par la World Wrestling Entertainment (WWE) qui s'est déroulée le 15 juin 2003 au Compaq Center de Houston.

## Déroulement
- Sunday Night Heat match: Ivory def. Molly Holly (3:18)
  - Ivory a effectué le tombé sur Molly après un Poison Ivory.
- Christopher Nowinski et Rodney Mack (avec Theodore Long) def. The Dudley Boyz (Bubba Ray Dudley et D-Von Dudley) (7:07)
- Scott Steiner def. Test (6:23)
  - Steiner a effectué le tombé sur Test après un Steiner Flatliner pour remporter les services de Stacy Keibler.
- Booker T def. WWE Intercontinental Champion Christian par disqualification (7:53)
  - Christian était disqualifié pour avoir frappé Booker avec la ceinture du titre IC, Christian conservait le titre.
- La Résistance (René Duprée et Sylvain Grenier) def. Rob Van Dam et Kane pour remporter le World Tag Team Championship (5:47)
  - Grenier et Duprée ont effectué le tombé sur RVD après un Bonsoir.
- Goldberg def. Chris Jericho (10:53)
  - Goldberg a effectué le tombé sur Jericho après un Spear et un Jackhammer.
- Ric Flair def. Shawn Michaels (14:18)
  - Flair a effectué le tombé sur Michaels après l'interférence de Randy Orton qui a frappé Michaels avec une chaise.
- Steve Austin def. Eric Bischoff dans un "Redneck Triathlon".
  - Austin a battu Bischoff dans un concours de rots.
  - Bischoff a battu Austin dans un concours de mangeage de pâtés (comprenant Mae Young) par forfait.
  - Le concours de chant a donné un match nul, les deux hommes se sont entendus sur le fait qu'ils craignaient au chant.
  - Austin l'emportait en envoyant Bischoff dans un enclos à cochon.
- Triple H def. Kevin Nash (avec Mick Foley en tant qu'arbitre spécial) dans un Hell in a Cell match pour conserver le World Heavyweight Championship (21:01)
  - Triple H a effectué le tombé sur Nash après un coup de sledgehammer et un Pedigree.